# Morville (Manche)
Pour les articles homonymes, voir Morville.
Morville est une commune française, située dans le département de la Manche en région Normandie, peuplée de 278 habitants.

## Géographie

### Localisation
Les communes limitrophes sont Colomby, L'Étang-Bertrand, Lieusaint, Magneville, Négreville et Yvetot-Bocage.

### Hydrographie
La commune est située dans le bassin Seine-Normandie. Elle est drainée par la Douve, le Merderet, le ruisseau de Grismarais, le cours d'eau 02 de la commune de Morville, le cours d'eau 03 de la commune de Morville et le ruisseau de la Mare Sanot,,.
La Douve, d'une longueur de 79 km, prend sa source dans la commune de Tollevast et se jette dans la baie de Seine à Carentan-les-Marais, après avoir traversé 28 communes.

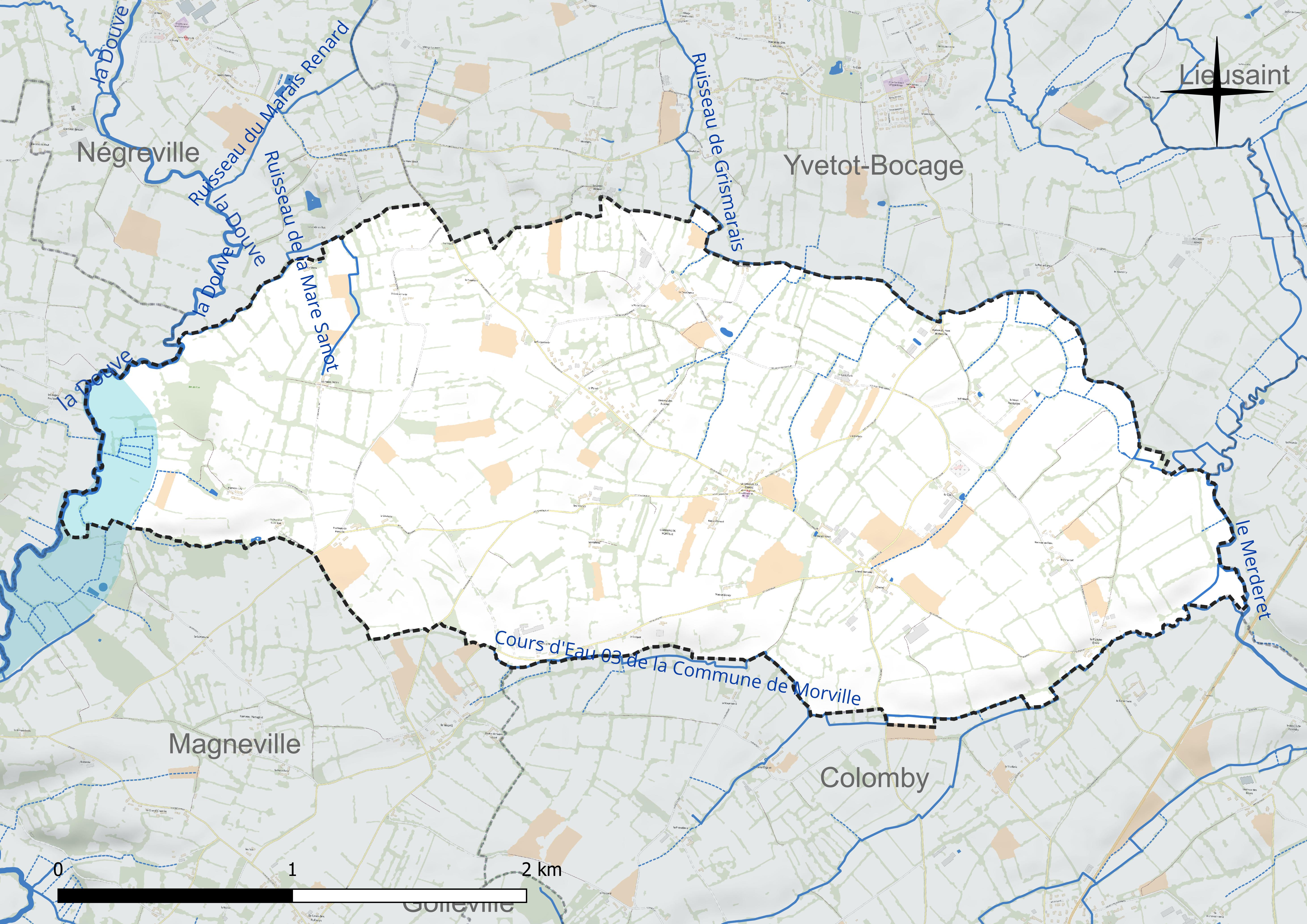
Réseau hydrographique de Morville.

Le Merderet, d'une longueur de 36 km, prend sa source dans la commune de Tamerville et se jette dans la Douve en limite de Beuzeville-la-Bastille et de Sainte-Mère-Église, après avoir traversé 17 communes.

### Climat
Pour des articles plus généraux, voir Climat de la Normandie et Climat de la Manche.
En 2010, le climat de la commune est de type climat océanique franc, selon une étude du CNRS s'appuyant sur une série de données couvrant la période 1971-2000. En 2020, Météo-France publie une typologie des climats de la France métropolitaine dans laquelle la commune est exposée à un climat océanique et est dans la région climatique  Normandie (Cotentin, Orne), caractérisée par une pluviométrie relativement élevée (850 mm/a) et un été frais (15,5 °C) et venté.
Pour la période 1971-2000, la température annuelle moyenne est de 11 °C, avec une amplitude thermique annuelle de 11,2 °C. Le cumul annuel moyen de précipitations est de 870 mm, avec 13,6 jours de précipitations en janvier et 7,3 jours en juillet. Pour la période 1991-2020, la température moyenne annuelle observée sur la station météorologique la plus proche, située sur la commune de Gonneville-Le Theil à 18 km à vol d'oiseau, est de 11,0 °C et le cumul annuel moyen de précipitations est de 940,4 mm,. Pour l'avenir, les paramètres climatiques de la commune estimés pour 2050 selon différents scénarios d’émission de gaz à effet de serre sont consultables sur un site dédié publié par Météo-France en novembre 2022.

## Urbanisme

### Typologie
Au 1er janvier 2024, Morville est catégorisée commune rurale à habitat dispersé, selon la nouvelle grille communale de densité à sept niveaux définie par l'Insee en 2022.
Elle est située hors unité urbaine.
Par ailleurs la commune fait partie de l'aire d'attraction de Cherbourg-en-Cotentin, dont elle est une commune de la couronne,. Cette aire, qui regroupe 77 communes, est catégorisée dans les aires de 50 000 à moins de 200 000 habitants,.

### Occupation des sols
L'occupation des sols de la commune, telle qu'elle ressort de la base de données européenne d’occupation biophysique des sols Corine Land Cover (CLC), est marquée par l'importance des territoires agricoles (100 % en 2018), une proportion identique à celle de 1990 (100 %).
La répartition détaillée en 2018 est la suivante : prairies (82,6 %), terres arables (15,1 %), zones agricoles hétérogènes (2,4 %).

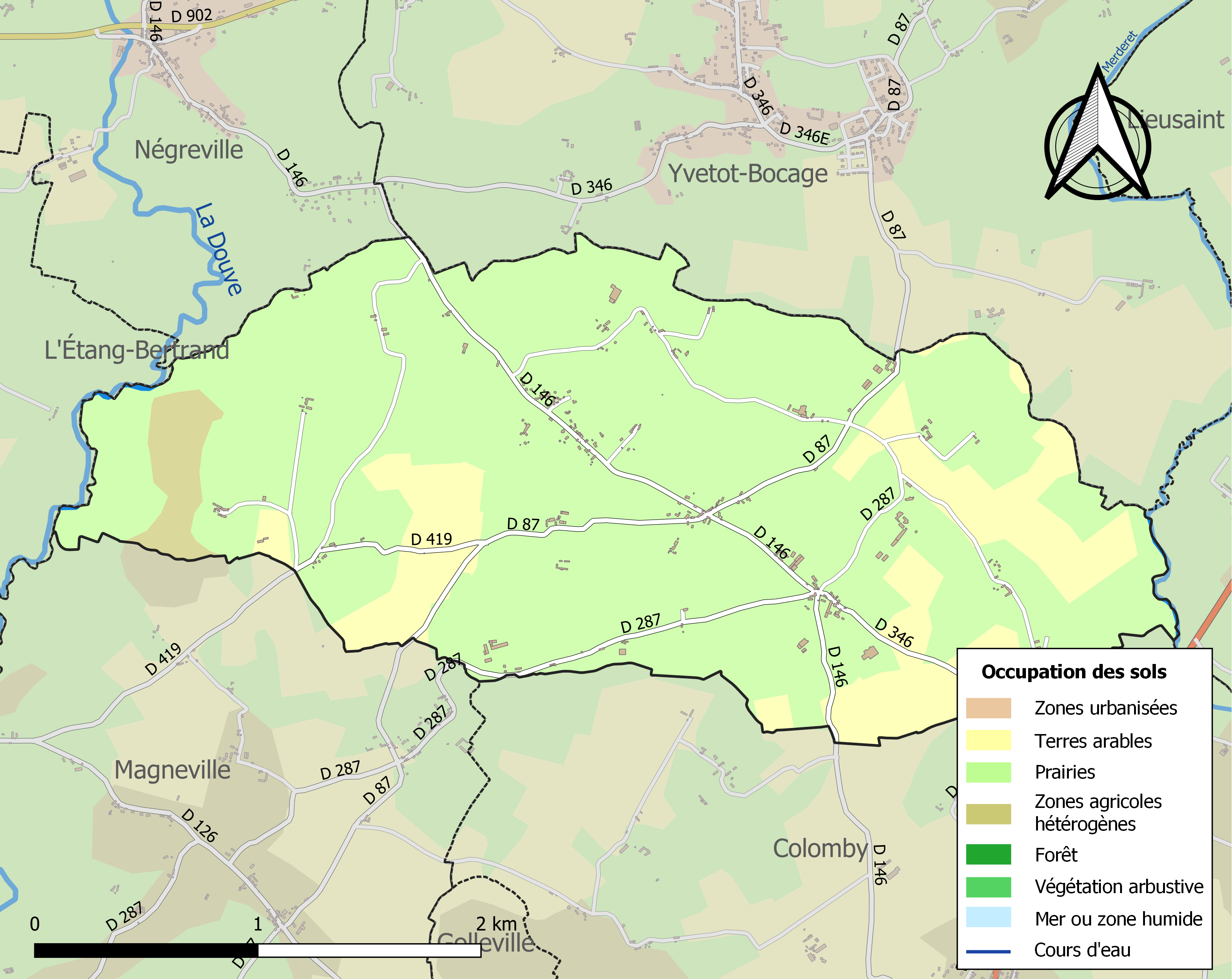
Carte des infrastructures et de l'occupation des sols de la commune en 2018 (CLC).

L'évolution de l’occupation des sols de la commune et de ses infrastructures peut être observée sur les différentes représentations cartographiques du territoire : la carte de Cassini (XVIIIe siècle), la carte d'état-major (1820-1866) et les cartes ou photos aériennes de l'IGN pour la période actuelle (1950 à aujourd'hui).

## Toponymie
Le nom de la localité est attesté sous la forme : Morevilla vers 1100 ; Morevilla en  1195 ; Morevilla vers 1210 ; Morevilla en 1264.
Il s'agit d'une formation toponymique médiévale en -ville au sens ancien de « domaine rural »,,.
Le premier élément More- représente soit un anthroponyme gallo-roman (d'étymologie latine ou germanique) comme Maurus ou  germanique Morerus, soit l'adjectif maure « noir »,, noté d'abord mor, puis more en ancien français et qui avait précisément le sens de « brun foncé, noir ». Le recours au nom de personne Maurus se justifie par rapport aux autres Morville et Maureville, dont les formes anciennes sont du type Mauri-villa, Maurivilla, dans la mesure où Mauri est le génitif de Maurus. Morville signifie dans ce cas « domaine rural de Maurus ».
Remarque : il est possible que l'élément More-, jamais latinisé en Maur(i)- dans les formes anciennes (voir supra), contrairement à celles de Lamorville (Meuse, Maurivilla 915 ; Mauri-villa 1106 ; Morivilla 1179 ; La Morville 1642) ou encore de Morville-en-Beauce (Eure-et-Loir, Mauri-Villa 1135), etc. soit l'indice de l'utilisation d'un élément différent. En outre, Morville (Seine-Maritime, Offranville) contient sans doute le même élément que Mordal (Cavée de Mordalle 1680 ; Mordales 1715) situé à 2 km, conformément à la théorie des paires toponymiques émise par François de Beaurepaire. Or, Mor- y est combiné avec le vieux norrois dalr « vallée » et, tout comme pour Morville-sur-Andelle, Jean Renaud suggère que Mor- représente le substantif vieux norrois mór « lande », aussi utilisé comme adjectif au sens de « brun, couleur de la lande » (et comme nom de personne Mór), auquel cas sa forme et sa signification sont presque identiques à celle de l'adjectif d'ancien français mor, more (voir supra).

## Histoire
En 1066, un seigneur de Morville participa à la conquête normande de l'Angleterre et plusieurs de ses descendants furent barons en Angleterre, Écosse et Normandie,.
Au XIIe siècle, la paroisse relevait de l'honneur de Néhou.

### Temps modernes
En 1567, Jean d'Anneville, écuyer, sieur de Morville, est taxé de 40 livres pour son fief de Morville dans le rôle des nobles et roturiers, au titre du ban et de l'arrière ban de la vicomté de Coutances, réalisé par Gilles Dancel, seigneur d'Audouville, lieutenant général du bailli de Cotentin, tenu à Coutances les 20-22 octobre. Le fief de Morville, valant un sixième de fief de haubert et relevant du roi sous la baronnie de Néhou avait des extensions sur Yvetot, Colomby, Néhou, Hauteville, Sainte-Mère-Église, Émondeville, Saint-Germain-des-Vaux, Jobourg et Digulleville.

## Politique et administration
| Période   | Période  | Identité                         | Étiquette | Qualité                          |
| --------- | -------- | -------------------------------- | --------- | -------------------------------- |
| 1792      | 1793     | René François Barthélémy Navet   |           | Propriétaire                     |
| 1793      | 1795     | Jean-Baptiste Lenormand          |           |                                  |
| 1795      | 1813     | Charles Louis Navet              |           | Propriétaire                     |
| 1813      | 1830     | Charles Nicolas Navet            |           | Cultivateur                      |
| 1830      | 1860     | Siméon Joseph Besnard            |           | Cultivateur                      |
| 1860      | 1861     | Alexandre Besselièvre            |           |                                  |
| 1861      | 1876     | Pierre Michel François Larquemin |           | Cultivateur                      |
| 1876      | 1884     | Jean Buhot                       |           |                                  |
| 1884      | 1892     | Pierre Michel François Larquemin |           | Cultivateur                      |
| 1892      | 1913     | Jean-Baptiste Gamas              |           | Professeur                       |
| 1913      | 1919     | Désiré Ruel                      |           |                                  |
| 1920      | 1936     | Bienaimé Charles Emile Picquenot |           |                                  |
| 1936      | 1937     | Jean Louis Lelion                |           |                                  |
| 1938      | 1941     | Jean Charles Louis Girard        |           |                                  |
| 1941      | 1971     | Auguste Doguet                   |           |                                  |
| 1971      | 2001     | Louis Doguet                     |           |                                  |
| mars 2001 | mai 2020 | Hubert Barbey                    | SE        | Agriculteur                      |
| mai 2020  | En cours | Yves François                    | SE        | Retraité de la fonction publique |

Le conseil municipal est composé de onze membres dont le maire et deux adjoints.

## Population et société
Les habitants de la commune sont appelés les Morvillais.

### Démographie
L'évolution du nombre d'habitants est connue à travers les recensements de la population effectués dans la commune depuis 1793. Pour les communes de moins de 10 000 habitants, une enquête de recensement portant sur toute la population est réalisée tous les cinq ans, les populations de référence des années intermédiaires étant quant à elles estimées par interpolation ou extrapolation. Pour la commune, le premier recensement exhaustif entrant dans le cadre du nouveau dispositif a été réalisé en 2007.
En 2022, la commune comptait 278 habitants, en évolution de +4,91 % par rapport à 2016 (Manche : −0,31 %, France hors Mayotte : +2,11 %).
Morville a compté jusqu'à 564 habitants en 1806.
| 1793 | 1800 | 1806 | 1821 | 1831 | 1836 | 1841 | 1846 | 1851 |
| ---- | ---- | ---- | ---- | ---- | ---- | ---- | ---- | ---- |
| 486  | 519  | 564  | 562  | 491  | 496  | 453  | 429  | 447  |

| 1856 | 1861 | 1866 | 1872 | 1876 | 1881 | 1886 | 1891 | 1896 |
| ---- | ---- | ---- | ---- | ---- | ---- | ---- | ---- | ---- |
| 445  | 433  | 406  | 405  | 383  | 373  | 340  | 362  | 324  |

| 1901 | 1906 | 1911 | 1921 | 1926 | 1931 | 1936 | 1946 | 1954 |
| ---- | ---- | ---- | ---- | ---- | ---- | ---- | ---- | ---- |
| 317  | 316  | 309  | 290  | 286  | 284  | 256  | 298  | 347  |

| 1962 | 1968 | 1975 | 1982 | 1990 | 1999 | 2006 | 2007 | 2012 |
| ---- | ---- | ---- | ---- | ---- | ---- | ---- | ---- | ---- |
| 302  | 273  | 216  | 217  | 251  | 263  | 260  | 260  | 253  |

| 2017 | 2022 | - | - | - | - | - | - | - |
| ---- | ---- | - | - | - | - | - | - | - |
| 272  | 278  | - | - | - | - | - | - | - |

## Culture locale et patrimoine

### Lieux et monuments
- Église Saint-Pair des XIIe – XVIIe siècles, avec un avant-porche gothique. Elle abrite plusieurs œuvres classées au titre objet aux monuments historiques, dont un retable aux apôtres sculpté du XVe siècle[36] et un groupe sculpté représentant saint Joseph et l'Enfant Jésus du XVIe[37], la dalle funéraire de Jacques d'Anneville du XIVe[38], un plat de quête du XVIIIe[39], une clôture de chœur du XVIIe[40].

À voir également un haut-relief représentant saint Hubert et le cerf, ainsi que d'autres statues plus tardives, une chaire du XVIIIe siècle, un maître-autel et autels latéraux du XVIIe, un bas-relief charité de saint Martin du XVIIe, un tableau Chemin de croix, une verrière du XXe de Mazuet.
- Ferme-manoir de la Cour (Néret).
- Ferme-manoir du Rotot : manoir de plan rectangulaire des XVIe et XVIIe siècles[42], avec logis de style classique et une charretterie en arcades reposant sur de puissants piliers. La tour carrée, découronnée, a conservé ses souches de cheminées. On accède à l'ensemble par une belle porte double du XVIIe, charretière et piétonne.
- Ferme-manoir du Génestel des XVIe – XVIIe siècles.
- Ferme-manoir de la Planche-Dorey des XVIe – XIXe siècles.
- Ferme-manoir du Moulin du Pont.
- Ancien presbytère.
- Croix de la Chaire du XVIe siècle au carrefour des D 146/D 87, avec une cuve en pierre d'Yvetot des XVIe – XIXe siècles.
- Croix de chemin dites la Croix Benoit du XVIIIe siècle et de la Planche Dorey.
- Calvaire du cimetière du XVIIe siècle.
- Dalles, tombeaux et sarcophages des XVIIIe – XIXe siècles.

### Personnalités liées à la commune
- Hugues de Morville (Morville - † 1162), chevalier normand au service de David Ier d'Écosse.
- Hugues de Morville (Morville, 1160 - 1238), évêque de Coutances de 1208 à 1238.